# Consell Nacional de Lesbianes, Gais, Bisexuals, Transgèneres i Intersexuals
El Consell Nacional de Lesbianes, Gais, Bisexuals, Transgèneres i Intersexuals és un espai de participació ciutadana de la Generalitat de Catalunya que es creà el 2007 i que té per objectiu protegir els drets de les persones LGBTI. Es defineix com a òrgan consultiu de les administracions catalanes. Així doncs, els seus informes tenen caràcter informatiu, no pas vinculant. En aquest Consell hi tenen representació les associacions que treballen principalment en favor dels drets de les persones LGBTI i persones i professionals que hagin destacat per llur tasca i expertesa en aquest àmbit.

## Història
El Pla de Govern del 2004 a 2007 del tripartit reflecteix la creació d'un òrgan consultiu permanent amb participació de les organitzacions de gais i lesbianes per establir un diàleg entre aquestes i l'administració. És al juny de 2007 quan es decreta la creació del Consell Nacional de Lesbianes, Gais i Homes i Dones Bisexuals i Transsexuals (LGBT) i es constitueix a la seu del Departament d'Acció Social i Ciutadania, amb un acte on assisteixen representants de l'administració i entitats LGBTI.
A l'octubre de 2014, es promulga la llei per a garantir els drets de lesbianes, gais, bisexuals, transgèneres i intersexuals i per a erradicar l'homofòbia, la bifòbia i la transfòbia que estableix la creació del Consell Nacional LGBTI', que substitueix l'anterior, incorpora les persones intersexuals i atribueix al consell el rang de llei. No obstant això, el canvi no es va fer efectiu fins a l'aprovació del nou reglament a l'octubre de 2018.
El nou consell incorpora, a petició de les entitats, els termes transsexualitat i lesbofòbia per tal de donar visibilitat a aquestes dues realitats i diferenciar-les dels termes més genèrics que utilitza la llei, transgènere i homofòbia.

## Funcions
Consell Nacional de Lesbianes, Gais, Bisexuals, Transgèneres i Intersexuals desenvolupa aquestes dotze funcions:
- Deliberar i fer propostes per aconseguir la plena visibilitat i normalitat del fet homosexual, bisexual i transsexual, i per evitar la discriminació i prevenir els fenòmens de l'homofòbia, de la lesbofòbia i de la transfòbia i, en especial, les manifestacions d'odi i de violència.
- Informar els projectes de normativa de caràcter general i sobre els projectes de plans d'actuació de la Generalitat de Catalunya que tinguin incidència en la plena visibilitat i normalitat del fet gai, lesbià, bisexual i transsexual, i en evitar la seva discriminació.
- Informar la memòria del Programa per al col·lectiu gai, lesbià i transsexual del Govern de la Generalitat de Catalunya i adscrit al Departament d'Acció Social i Ciutadania.
- Formular propostes i recomanacions sobre l'adaptació dels serveis públics de Catalunya a la diversitat d'orientacions sexuals.
- Formular propostes i recomanacions per fomentar la igualtat, la llibertat, el benestar i la inclusió social de totes les persones amb independència de la seva orientació sexual.
- Promoure estudis i iniciatives sobre actuacions i projectes relacionats amb els objectius d'aquests col·lectius.
- Proposar a la presidència del Consell que trameti les seves conclusions i propostes a altres consells de participació, òrgans i institucions de la Generalitat, a les entitats locals i als organismes i institucions de l'Estat i de la Unió Europea quan ho cregui convenient.
- Escollir la vicepresidència segona del Consell Nacional i designar els representants per exposar-ne les conclusions en les deliberacions d'altres espais de participació de la Generalitat de Catalunya quan calgui i recollir-ne aportacions.
- Estudiar i emetre propostes per tal de donar a conèixer a la societat la voluntat de participació activa d'aquests col·lectius.
- Deliberar sobre totes aquelles qüestions que li siguin sotmeses a iniciativa de l'òrgan convocant.
- Fer visible la diversitat del món lèsbic, recollir les seves preocupacions propostes i formular recomanacions per poder donar resposta a les dones que han d'afrontar situacions de discriminació per raó d'opció sexual.
- Formular propostes i recomanacions d'actuació als poders públics catalans per garantir a les dones l'exercici efectiu del dret al propi cos i a la seva salut reproductiva i sexual.

## Funcionament
El Consell funciona en plenari i en les comissions de treball que es constitueixen per raó de la matèria i del territori.

### Plenari
El plenari l'integren la presidència, les vicepresidències, les vocalies i la secretaria. Se celebren dues reunions ordinàries a l'any. A més de les sessions extraordinàries que convoqui la presidència. Promou la creació i composició dels grups de treball i exerceix totes les funcions atorgades al Consell.

### Comissions de treball
Les comissions de treball són creades pel plenari, tenen caràcter temporal i en formen part les vocalies que manifestin la seva voluntat de participar-hi. Les funcions de les comissions de treball són les que li atribueix el plenari. Les comissions de treball es reuniran quan les convoqui la vicepresidència primera. Les conclusions de les comissions de treball s'informen al plenari del consell.
Actualment els grups de treball en funcionament són:
- Grup de Treball persones trans.
- Grup de Treball persones grans.
- Grup de Treball implementació de la llei 11/2014.
- Grup de Treball del territori.
- Grup de Treball de Lesbianes.
- Grup de Treball de creació d'indicadors d'avaluació.

## Composició i dependència
El Consell Nacional LGBTI s'adscriu al departament competent en matèria de no-discriminació de les persones LGBTI. A partir de gener 2016, el Consell Nacional LGBTI és competència del Departament de Treball, Afers Socials i Famílies de la Generalitat de Catalunya. El Consell està integrat per una presidència, una vicepresidència primera, una vicepresidència segona, les vocalies, una secretaria i les entitats legalment constituïdes que desenvolupen la seva activitat a Catalunya i que tenen com a tasca principal la defensa i el reconeixement dels drets de persones lesbianes, gais, bisexuals, transgèneres i intersexuals.

### Presidència
La presidència correspon a la persona titular del departament competent en matèria de no-discriminació de les persones LGBTI. Les funcions de la presidència són convocar les sessions del plenari, en les quals selecciona les entitats més adients (en cas de sol·licituds excessives de participació) i convida persones expertes i serveis de la Generalitat que consideri oportuns. També informa sobre el desenvolupament de l'activitat del Consell. Així mateix, pot delegar les seves funcions a la vicepresidència primera.

#### Llistat de presidències
- Gener de 2016, Dolors Bassa i Coll. Consellera de Treball, Afers Socials i Famílies.[9]
- Desembre de 2012, Neus Munté i Fernández. Consellera de Benestar Social i Família.[10][11]
- Desembre de 2010, Josep Lluís Cleries i Gonzàlez. Conseller de Benestar Social i Família.[12]
- Juny de 2007, Carme Capdevila i Palau. Consellera d'Acció Social i Ciutadania.[4][13]

### Vicepresidència primera
La vicepresidència primera correspon a la persona titular de la secretaria d'igualtat del departament competent en matèria de no-discriminació de les persones LGBTI. Les funcions d'aquest càrrec són exercir la presidència del Consell en absència de la persona titular de la presidència, i convocar les sessions de les comissions de treball que es creïn. D'altra banda, la vicepresidència primera pot delegar les seves funcions en una persona al servei de l'Administració de la Generalitat de Catalunya.

#### Llistat de vicepresidències primeres
- Gener de 2016, Oriol Amorós i March. Secretari d'Igualtat, Migracions i Ciutadania del Departament de Treball, Afers Socials i Famílies.[14]
- Gener 2013, Dolors Gordi i Julià. Secretària de Família del Departament de Benestar Social i Família.[15]
- Juny 2006, Carme Porta i Abad. Secretària de Polítiques Familiars i Drets de Ciutadania del Departament d'Acció Social i Ciutadania.[4][13][16]

### Vicepresidència segona
La vicepresidència segona és elegida pel plenari del Consell per majoria simple, amb una durada màxima de dos anys, amb rotació per raó de gènere. Les seves funcions són donar suport a la presidència i vicepresidència primera en tot el que calgui.

### Vocalies
Les vocalies estan formades per una persona per cada entitat membre del consell, una persona per cada sindicat (que treballi aspectes d'aquests col·lectius), una persona designada per cada partit polític (amb representació parlamentària), una persona del Consell Nacional de Dones, del Consell Nacional de Joventut i de la Taula d'Immigració. Les funcions de les vocalies són participar en els plenaris i debats, com també aportar propostes i recomanacions; exercir el dret de vot i expressar el sentit del seu vot; i sol·licitar a la presidència la presència de persones en els plens i la introducció de punts en l'ordre del dia.

### Secretaria
La secretaria correspon a la persona responsable de l'àrea competent en matèria de no-discriminació de les persones LGBTI. Les seves funcions són convocar les sessions per ordre de la presidència, rebre la informació dels actes de comunicació dels membres del Consell, preparar, redactar i autoritzar les actes de les sessions; expedir els certificats de consultes, dictàmens i acords; facilitar informació als membres del Consell; entre altres funcions inherents de la secretaria. La secretaria també ha d'assistir a les reunions —sense vot, ja que es tracta d'una persona funcionària— i coordinar les comissions de treball. Així mateix, la secretaria podrà delegar les seves funcions en una persona al servei de l'Administració de la Generalitat de Catalunya.

#### Llistat de secretaries
- Al 2015, Maria Lluïsa Jiménez i Gusi. Cap de l'Àrea per a la Igualtat de Tracte i No-discriminació de Persones Lesbianes, Gais, Bisexuals, Transgèneres i Intersexuals (LGBTI).[18][19][20]